# Bomba de resistência a múltiplas drogas
Bombas de resistência a múltiplas drogas (bombas MDR, do inglês multidrug resistance), também conhecidas como bombas de efluxo de múltiplas drogas, são um tipo de bomba de efluxo e P-glicoproteína. As bombas MDR na membrana celular expulsam muitas substâncias estranhas para fora das células, e algumas dessas bombas podem ter uma ampla especificidade. As bombas MDR existem em animais, fungos e bactérias e provavelmente evoluíram como um mecanismo de defesa contra substâncias nocivas. 
Existem sete famílias de MDRs, que são agrupadas por homologia, fonte de energia e estrutura geral. Dentre estas, há cinco classes principais de bombas de efluxo em bactérias: a superfamília ABC (do inglês ATP-binding cassete), a superfamília de divisão celular de nodulação de resistência (RND, do inglês resistance nodulation division), a superfamília de facilitadores principais (MFS), a superfamília de resistência a múltiplos fármacos (SMR) e a superfamília de extrusão de multifármacos e compostos tóxicos (MATE). Existem também duas classes menores: a família de efluxo de compostos antimicrobianos proteobacterianos (PACE) e a família de transportadores de p-aminonbezoil-glutamato (AbgT). A extrusão de compostos por bombas de efluxo depende da energia. Os transportadores ABC usam hidrólise de ATP para efluxo, enquanto o resto das bombas caracterizadas usam força próton-motriz.
As classes de bombas de efluxo cobrem uma ampla gama de especificidades de substrato e estão envolvidas em vários processos celulares, incluindo comunicação célula a célula, formação de biofilme e virulência, e proteção celular através da extrusão de subprodutos metabólicos tóxicos, compostos tóxicos e antibióticos clínicos. O aumento do uso de antibióticos resultou em um aumento concomitante de bactérias resistentes a antibióticos. Espécies de bactérias e fungos patogênicos desenvolveram bombas MDR responsável pelo efluxo de muitos antibióticos e antifúngicos, o que aumenta a concentração necessária para seu efeito terapêutico. Em bactérias, a superexpressão de algumas bombas de efluxo pode resultar em diminuição da suscetibilidade a múltiplos antibióticos.